# When Your Lover Has Gone
"When Your Lover Has Gone" - kompozycja autorstwa Einara Aarona Swana, powstała w 1931. Po tym, gdy pojawiła się w filmie Blonde Crazy Jamesa Cagneya, uznana została za jazzowy standard.

## Wykonania
Artyści, którzy nagrali własne wersje "When Your Lover Has Gone":
- Gene Austin (1931)
- Louis Armstrong (1931)
- Ethel Waters (1931)
- Benny Goodman (1931)
- Maxine Sullivan (1942)
- Frank Sinatra - In the Wee Small Hours (1955)
- Harry James (1944)
- Billie Holiday (1945)
- Nat King Cole (1951)
- Doris Day - You're My Thrill (1949)
- Carmen McRae (1955)
- Julie London (1956)
- Julie Wilson (1957)
- Ray Charles - The Genius of Ray Charles (1959)
- Andy Williams (1959)
- Ella Fitzgerald - Ella Swings Brightly with Nelson (1962), Ella and Oscar (1975), All That Jazz (1989)
- Vic Damone - 1963
- Brenda Lee - 1964
- Linda Ronstadt (1984)
- Carly Simon - My Romance (1990)
- Sarah Vaughan - Send in the Clowns (1981)
- Kevin Spacey (2004)